# Liste der denkmalgeschützten Objekte in Groß Sankt Florian
Die Liste der denkmalgeschützten Objekte in Groß Sankt Florian enthält die 16 denkmalgeschützten, unbeweglichen Objekte der Gemeinde Groß Sankt Florian im steirischen Bezirk Deutschlandsberg. Ab 2015 sind in ihr auch jene Denkmäler enthalten, die sich in der mit Groß St. Florian ab 2015 zusammengeschlossenen ehemaligen Gemeinde Unterbergla befinden.
Es handelt sich bei den Fundstellen im Süden von Groß St. Florian (frühere Gemeinde Unterbergla, Michlgleinz, Mönichgleinz etc.) weitgehend um archäologische Siedlungs- und Gräberfundstellen. Diese Stellen wurden hauptsächlich im Rahmen der Arbeiten an den Pipelines, Hochspannungsleitungen und Eisenbahnlinien durch das Gleinz- und das Laßnitztal entdeckt. Sie liegen unterhalb der Erdoberfläche und sind in der Natur ohne fachkundige Führung und ohne Humusabtrag nicht erkennbar. Ob Bodenunebenheiten auf das geschützte Objekt zurückzuführen sind oder auf spätere menschliche Eingriffe wie die Suchgräben archäologischer Forschung, Grabräuber, Hohlwege, die Anlage von Äckern, Feldrainen, den Pipelinebau oder andere Veränderungen, oder ob Hügel, Bodenwellen usw. auf natürliche Abläufe (Erosion, Anschwemmung, Hochwasserhorizonte usw.) zurückzuführen sind, ist ohne Vorinformation nicht zu unterscheiden. Es sind keine Mauerreste sichtbar.
Die zu den Fundstellen verlinkten Fotos zeigen nicht den Ort/die Orte selbst, an dem/an denen archäologische Funde gemacht wurden oder noch erwartet werden, sondern die örtliche Situation der land- und forstwirtschaftlich genutzten Umgebung dieser Stellen. Die Fundstellen liegen auf Privatgrund und sind ohne Einvernehmen mit den Grundeigentümern bzw. ohne behördliche Berechtigung nicht zu betreten. Der Genauigkeitsgrad der Aufnahme und der angegebenen Koordinaten geht über die Genauigkeit der vom Bundesdenkmalamt und/oder in Fachpublikationen gemachten Angaben (z. B. die Grundstücksdaten) nicht hinaus. Da die Stellen ohne Einzäunung frei liegen, werden zum Schutz vor unberechtigten Zugriffen auch dann keine genaueren Aufnahmen verlinkt, wenn dies im Rahmen der Panoramafreiheit nach österreichischem Recht möglich wäre. Die Fundstellen können auch auf mehrere Grundstücke (die nicht nebeneinander liegen müssen) verteilt sein.
Die Gemeinde Groß St. Florian liegt im Laßnitztal in jenem Bereich, in dem eine dichte Besiedlung seit der Bronzezeit durch eine Reihe archäologischer Fundstellen belegt ist. Insgesamt sind die Flächen archäologischer Grabungen in diesem Bereich (mittleres Laßnitztal) über 40 ha groß.

## Denkmäler
| Foto |                 | Denkmal                                                                                    | Standort                                                            | Beschreibung | Metadaten |
| ---- | --------------- | ------------------------------------------------------------------------------------------ | ------------------------------------------------------------------- | --- | --- |
| ja   | Datei hochladen | Katholische Pfarrkirche St. Florian HERIS-ID: 7509 Objekt-ID: 3444                         | Oberer Markt 1 Standort KG: Groß St. Florian                        | Die Kirche wurde urkundlich 1136 erwähnt, ihr spätromanisches Mittelschiff erhielt 1522 ein Gewölbe. Vom 16. bis zum 18. Jahrhundert war sie kirchliches Zentrum des Verwaltungssitzes des Bistums Lavant für dessen Besitzungen in der Weststeiermark (Archidiakonat bzw. Kommissariat St. Florian). Die Seitenschiffe wurden 1711–1722 angebaut, die Seitenkapellen 1869. Die Außenfronten des Kirchengebäudes wurden um 1900 umgestaltet, Renovierungen erfolgten 1951 und 1980. Der Chor ist im Kern gotisch, seine Wölbung aus 1803. Der Kirchturm wurde 1711/13 erhöht, sein Spitzhelm stammt aus 1869. Das gotische Westportal ist im Unterteil original. Die Einrichtung der Kirche stammt aus dem 18. Jahrhundert, ihr Hochaltar aus dem Jahr 1734. Grabsteine am Gebäude stammen aus dem 16. und 17. Jahrhundert (Familien Racknitz, Herberstein). Anmerkung: Die Kirche liegt auf einem Grundstück der EZ 172 KG 61016 Groß St. Florian. | BDA-Hist.: Q2083326 Status: § 2a Stand der BDA-Liste: 2025-06-30 Name: Katholische Pfarrkirche St. Florian GstNr.: .1 Pfarrkirche Groß Sankt Florian                                                                    |
| ja   | Datei hochladen | Pfarrhof HERIS-ID: 7510 Objekt-ID: 3445                                                    | Oberer Markt 1 Standort KG: Groß St. Florian                        | Das Gebäude liegt westlich der Kirche, es gehört zum ehemaligen Verwaltungssitz des Bistums Lavant für dessen Besitzungen in der Weststeiermark. Anmerkung: Es liegt auf einem Grundstück der EZ 520 KG 61016 Groß St. Florian. | BDA-Hist.: Q37966015 Status: § 2a Stand der BDA-Liste: 2025-06-30 Name: Pfarrhof GstNr.: .2/1 Pfarrhof Groß Sankt Florian                                                                                               |
| ja   | Datei hochladen | Feuerwehrmuseum, ehemaliger Markushof HERIS-ID: 7512 Objekt-ID: 3447                       | Marktstraße 1 Standort KG: Groß St. Florian                         | Das Gebäude wird für Ausstellungen zu verschiedenen Themen (auch für Wanderausstellungen) genützt, wobei die Feuerwehr-Exponate einen wesentlichen, nicht jedoch den gesamten Raum einnehmen. In einem Raum befindet sich eine Sammlung mit Funden aus der römischen Villa von Grünau südlich von Groß St. Florian, darunter eine Kopie des dort gefundenen Silberbechers (Original im Joanneum Graz). Anmerkung: Die Anlage (einschließlich Ausstellungshallen und Nebengebäuden) liegt auf einem Grundstück der EZ 133 KG 61016 Groß St. Florian. | BDA-Hist.: Q1561202 Status: § 2a Stand der BDA-Liste: 2025-06-30 Name: Feuerwehr-Museum, ehem. Markushof GstNr.: .6 Feuerwehrmuseum, Groß Sankt Florian                                                                 |
| ja   | Datei hochladen | Figurenbildstock hl. Johannes Nepomuk HERIS-ID: 7517 Objekt-ID: 3452                       | vor Marktstraße 17a Standort KG: Groß St. Florian                   | Die Statue des hl. Johannes Nepomuk stammt aus der 1. Hälfte des 18. Jahrhunderts. Sie steht im südlichen Teil des Ortes auf einer Säule, an deren Sockel eine Inschrift um Hilfe vor Hochwassergefahren bittet. Anmerkung: Das Standbild befindet sich auf einem Grundstück der EZ 50000 (Sammeleinlage für Verkehrsflächen) KG 61016 Groß St. Florian. | BDA-Hist.: Q37966846 Status: § 2a Stand der BDA-Liste: 2025-06-30 Name: Figurenbildstock hl. Johannes Nepomuk GstNr.: 820/3 Nepomuk-Säule, Groß Sankt Florian                                                           |
| ja   | Datei hochladen | Mariensäule HERIS-ID: 7521 Objekt-ID: 3456                                                 | bei Marktplatz 14 Standort KG: Groß St. Florian                     | Das Denkmal liegt im Nordosten des Ortes Groß St. Florian an der Straße nach Gussendorf an einer Brücke. Es stammt aus der Zeit um 1737. Es umfasst neben der Marienstatue (Immaculata) Bildnisse der Heiligen Johannes Nepomuk, Franz Xaver, Sebastian, Rochus, Antonius von Padua und Johannes des Täufers. Die Marienstatue wurde als neogotische Erneuerung aus dem Jahr 1911 publiziert. Restaurierungen des Denkmals erfolgten 1911, 1952/52 und 1975. Anmerkung: Es liegt auf einem Grundstück der EZ 50000 KG 61016 Groß St. Florian. | BDA-Hist.: Q37966946 Status: § 2a Stand der BDA-Liste: 2025-06-30 Name: Mariensäule GstNr.: 820/3 Mariensäule, Groß Sankt Florian                                                                                       |
| ja   | Datei hochladen | Hügelgräbergruppe Grubberg HERIS-ID: 59682 Objekt-ID: 71189                                | Grubberg Standort KG: Grub                                          | Die Stelle liegt am südöstlichen Abhang des bewaldeten Hügels, auf dem sich die Ortschaft Grubberg befindet, nicht an öffentlichen Straßen. Im Tal östlich der Fundstelle (teilweise auf deren Grundstücken) liegt eine Kette von kleinen Seen, die als Fischteiche genützt werden. Anmerkung: Die Gräber befinden sich auf den verstreut liegenden Grundstücken einer Reihe von Grundbuchskörpern (Einlagezahlen): So die Grundstücke Nr. 377/1 und 399/1 in EZ 4, Nr. 398 EZ 5, Nr. 426/1 EZ 13, Nr. 426/2 EZ 141, Nr. 475/2 EZ 2, Nr. 477 EZ 1, alle KG 61017 Grub. | BDA-Hist.: Q38088291 Status: Bescheid Stand der BDA-Liste: 2025-06-30 Name: Hügelgräbergruppe Grubberg GstNr.: 377/1, 398, 399/1, 426/1, 426/2, 475/2, 477                                                              |
| ja   | Datei hochladen | Römerzeitliche Villa rustica Grünau HERIS-ID: 12587 Objekt-ID: 8735                        | Grünau Standort KG: Grünau                                          | Die Fundstelle ist durch Informationstafeln kenntlich gemacht. Details sind in der Natur nicht erkennbar, es stehen keine Mauern mehr. Die Grundstücke werden als landwirtschaftliche Nutzflächen (Äcker und Wiesen) verwendet. An den Ausgrabungen wurde über zehn Jahre ab 1987 gearbeitet. Das Anwesen wird hauptsächlich in das 2. Jahrhundert n. Chr. (Baubeginn 1. Jh.) datiert. Seine Gebäude wurden bis in die Spätantike benutzt, die Anlage bot ungefähr 50 Bewohnern Platz. Der bedeutendste Fund ist der Silberbecher (Skyphos) von Grünau, eine Ausstellung dazu befindet sich in Groß St. Florian beim Feuerwehrmuseum. Bis 2008 wurden 14 Grabungskampagnen abgewickelt, durch die die Siedlungsreste wissenschaftlich dokumentiert und weiter untersucht werden. Ein Teil der Fundstelle (Grundstück 622) ist in einer Dissertation publiziert. Darin werden Ergebnisse von vier Grabungskampagnen bearbeitet und ausgewertet, behandelt werden ein Nebengebäude und der Osttrakt des Hauptgebäudes. Neben dem Villengelände sind Hügelgräber dokumentiert. Anmerkung: Die Reste der Villenanlage liegen in Grundstücken zweier Katastralgemeinden, ein kleines Gerinne bildet die Grenze: Der westliche Teil liegt auf den Grundstücken Nr. 621 und 622 der KG 61018 Grünau, Gemeinde Groß St. Florian, der östliche Teil auf dem Grundstück Nr. 444 EZ 96 KG 61042 Nassau, ehemalige Gemeinde Unterbergla (ab 2015 ebenfalls Groß St. Florian). Ein altes Wirtschaftsgebäude (Stadel) befindet sich auf dem östlich gelegenen Grundstück Nr. .69 beim Grundstück Nr. 444, es hat mit der Ausgrabung nichts zu tun. | BDA-Hist.: Q38133780 Status: Bescheid Stand der BDA-Liste: 2025-06-30 Name: Römerzeitliche Villa rustica Grünau GstNr.: 621, 622 Römische Villa Grünau, Laßnitztal                                                      |
| ja   | Datei hochladen | Schloss Dornegg HERIS-ID: 7507 Objekt-ID: 3442                                             | Dornegg 1 Standort KG: Gussendorf                                   | Das Schloss liegt im Nordwesten von Gussendorf. Es ist 1244 als Sitz der Familie Racknitzer belegt, in deren Besitz es bis 1629 blieb. Ab 1721 wurde es neu errichtet, ein nicht mehr vorhandener Uhrturm war 1745 datiert. Es handelt sich um einen einheitlichen spätbarocken Dreiflügelbau mit Vaubantürmen (Grundstück .96). An der Stelle des 4. Bauflügels steht das mit einem Rundgiebel versehene Einfahrtstor. Zwei weitere symmetrisch angelegte Gebäude im Westen des Wohnbaues werden als Wirtschaftsgebäude genützt (Grundstück 1512). Anmerkung: Das Schloss liegt auf Grundstücken der EZ 288 KG 61019 Gussendorf, es ist Privatbesitz und nicht öffentlich zugänglich. Wegen des ähnlich klingenden Namens sind Verwechslungen mit dem ungefähr 6 km im Nordosten, nördlich von Preding, liegenden Schloss Hornegg möglich. | BDA-Hist.: Q37965676 Status: Bescheid Stand der BDA-Liste: 2025-06-30 Name: Schloss, Schlossanlage Dornegg GstNr.: .96, 1512 Schloss Dornegg, Groß Sankt Florian                                                        |
| ja   | Datei hochladen | Urgeschichtliche Siedlung in der Gleinz HERIS-ID: 12594 Objekt-ID: 8743                    | in der Gleinz Standort KG: Hasreith                                 | Die Fundstelle liegt auf mehreren, nicht aneinandergrenzenden Grundstücken, die als zusammengehörende Bereiche einer mittelbronzezeitlichen Siedlung interpretiert werden. Es wurden Keramiken, Pfostensetzungen, Vorratsgruben und eine Herdstelle gefunden. Ihre Entdeckung ist auf Grabungen im Rahmen der Trans-Austria-Gasleitung 1998/87 zurückzuführen. Anmerkung: Die Fundstelle liegt auf den Grundstücken Nr. 6/1 und Nr. 7 EZ 2, Nr. 41/3, 42 und 43 EZ 1, alle KG 61021 Hasreith. Auf dem Gelände der Fundstelle wurde 2000 aus Anlass eines weiteren Pipelinebaus ein umfangreicher spätlatènezeitlicher Gebäudekomplex gefunden. | BDA-Hist.: Q38133901 Status: Bescheid Stand der BDA-Liste: 2025-06-30 Name: Urgeschichtliche Siedlung in der Gleinz GstNr.: 42, 43, 41/3, 6/1, 7 Fundstelle Hasreith, Unterbergla                                       |
| ja   | Datei hochladen | Römerzeitliche Siedlung Laßnitztal – Krottendorf HERIS-ID: 60121 Objekt-ID: 72011          | Laßnitztal Standort KG: Krottendorf                                 | Es handelt sich um die Reste einer Siedlungsstelle aus der Latènezeit und der römischen Kaiserzeit. Im Rahmen einer Notgrabung wurden Reste eines römerzeitlichen Weges mit Karrenspuren gefunden. Die Fundstelle liegt südlich der Eisenbahnlinie der Graz-Köflacher Bahn zwischen den Bahnhöfen Groß St. Florian und Frauental, südwestlich von Groß St. Florian. Das Grundstück der Fundstelle wird landwirtschaftlich genützt (Äcker, Wiesen). Es sind in der Natur keine Reste mehr erkennbar, es stehen keine Mauern mehr. Das verlinkte Foto und die Koordinaten stellen die Situation in der Umgebung der Fundstelle dar, nicht diese selbst. Anmerkung: Die Stelle liegt auf den Grundstücken Nr. 542 EZ 7 und Nr. 543 EZ 8 KG 61031 Krottendorf. | BDA-Hist.: Q38090274 Status: Bescheid Stand der BDA-Liste: 2025-06-30 Name: Römerzeitliche Siedlung Laßnitztal – Krottendorf GstNr.: 542, 543 Römerzeitliche Siedlung im Laßnitztal bei Krottendorf, Groß Sankt Florian |
| ja   | Datei hochladen | Grabhügelgruppe Großöden HERIS-ID: 11893 Objekt-ID: 8013                                   | Großöden bei Mönichgleinz Standort KG: Michlgleinz                  | Die Stelle liegt nördlich an der Straße zwischen Mönichgleinz und Michlgleinz im Gleinztal nordöstlich eines kleinen Baches, der in den Gleinzbach mündet. Die Straße überquert ihn mit einem Durchlass, keine Brücke. Anmerkung: Die Fundstelle liegt auf einem Grundstück der EZ 34 KG 61038 Michlgleinz. | BDA-Hist.: Q38115709 Status: Bescheid Stand der BDA-Liste: 2025-06-30 Name: Grabhügelgruppe Großöden GstNr.: 739 |
| ja   | Datei hochladen | Hügelgräber Michlgleinz, Mönichgleinz, St. Andrä im Sausal HERIS-ID: 12592 Objekt-ID: 8740 | Michelgleinz Standort KG: Michlgleinz                               | Die Stelle liegt südlich des Gleinzbaches am Nordhang der Hügelkette, die die Grenze zum Bezirk Leibnitz und zu St. Andrä im Sausal bildet. Anmerkung: Die Hügelgräbergruppe erstreckt sich über die Gemeinden Sankt Andrä-Höch und Groß St. Florian (bis 2014: Unterbergla) mit den beiden Katastralgemeinden Michlgleinz und Mönichgleinz. Die Fundstelle liegt auf den Grundstücken Nr. 689 EZ 23, Nr. 696/1 EZ 1, Nr. 697/1 EZ 62, Nr. 698/1 EZ 3, Nr. 718/2 EZ 83, alle KG 61038 Michlgleinz. Weitere Fundstellen dieses Gräberbereiches sind auf zwei Grundstücken ungefähr 500 und 800 m südwestlich in der KG Mönichgleinz und weiter südlich in der KG 66165 St. Andrä im Sausal der Gemeinde St. Andrä-Höch dokumentiert. | BDA-Hist.: Q38133870 Status: Bescheid Stand der BDA-Liste: 2025-06-30 Name: Hügelgräber Michlgleinz, Mönichgleinz, St. Andrä im Sausal GstNr.: 696/1, 689, 698/1, 697/1, 718/2                                          |
| ja   | Datei hochladen | Hügelgräber Michlgleinz, Mönichgleinz, St. Andrä im Sausal HERIS-ID: 12593 Objekt-ID: 8741 | Mönichgleinz im Gebiet des Anwesens Tragl Standort KG: Mönichgleinz | Die Stelle befindet sich südlich des Gleinztales im oberen Teil des Höhenrückens östlich der Straße, die über diesen Rücken von Mönichgleinz nach St. Andrä im Sausal führt. Sie liegt in unwegsamem Gelände und ist mit Wald und Gebüsch bewachsen. Anmerkung: Die Hügelgräbergruppe erstreckt sich über die Gemeinden Sankt Andrä-Höch und Groß St. Florian (bis 2014: Unterbergla) mit den beiden Katastralgemeinden Michlgleinz und Mönichgleinz. Die Gräber befinden sich auf den getrennt liegenden Grundstücken Nr. 146/1 EZ 1 und Nr. 264/2 EZ 54 in der KG 61041 Mönichgleinz. Weitere Fundstellen dieses Gräberbereiches sind für fünf Grundstücke ungefähr 1200 m nordöstlich in der KG Michelgleinz dokumentiert. | BDA-Hist.: Q38133880 Status: Bescheid Stand der BDA-Liste: 2025-06-30 Name: Hügelgräber Michlgleinz, Mönichgleinz, St. Andrä im Sausal GstNr.: 264/2, 146/1                                                             |
| ja   | Datei hochladen | Römerzeitliche Villa rustica Grünau HERIS-ID: 12591 Objekt-ID: 8739                        | Grünau Standort KG: Nassau                                          | Die Fundstelle ist durch Informationstafeln bezeichnet. Ein altes Wirtschaftsgebäude (Stadel) befindet sich auf dem Grundstück. Es hat mit dem geschützten Objekt, von dem wesentliche Teile der Grundmauern erhalten sind, nichts zu tun. An den Ausgrabungen wurde über zehn Jahre ab 1987 gearbeitet. Das Anwesen wird hauptsächlich in das 2. Jahrhundert n. Chr. (Baubeginn 1. Jh.) datiert. Seine Gebäude wurden bis in die Spätantike benutzt, die Anlage bot ungefähr 50 Bewohnern Platz. Der bedeutendste Fund ist der Silberbecher (Skyphos) von Grünau, eine Ausstellung dazu befindet sich in Groß St. Florian beim Feuerwehrmuseum. Bis 2008 wurden 14 Grabungskampagnen abgewickelt, durch die die Siedlungsreste wissenschaftlich dokumentiert und weiter untersucht werden. Ein Teil der Fundstelle ist in einer Dissertation publiziert. Darin werden Ergebnisse von vier Grabungskampagnen bearbeitet und ausgewertet, behandelt werden ein Nebengebäude und der Osttrakt des Hauptgebäudes. Anmerkung: Die Reste der Villenanlage liegen in Grundstücken zweier Katastralgemeinden, ein kleines Gerinne bildet die Grenze: Auf dem hier dargestellten Grundstück Nr. 444 EZ 96 KG 61042 Nassau, Gemeinde Groß St. Florian (bis 2014: Unterbergla) und westlich davon auf den Grundstücken Nr. 621 und 622 der KG 61018 Grünau, Gemeinde Groß St. Florian. | BDA-Hist.: Q38133852 Status: Bescheid Stand der BDA-Liste: 2025-06-30 Name: Römerzeitliche Villa rustica Grünau GstNr.: 444 Römische Villa Grünau, Laßnitztal                                                           |
| ja   | Datei hochladen | Bildstock HERIS-ID: 8087 Objekt-ID: 4035                                                   | Standort KG: Petzelsdorf                                            | Der Bildstock ist dreieckig und trägt auf jeder Seite zwei Metalltafeln mit Heiligendarstellungen. Anmerkung: Das Denkmal liegt am nordwestlichen Ende der Ortsstraße von Petzelsdorf auf einem Grundstück der EZ 50000 (Sammeleinlage Verkehrsflächen) KG 61048 Petzelsdorf. | BDA-Hist.: Q37994519 Status: § 2a Stand der BDA-Liste: 2025-06-30 Name: Bildstock GstNr.: 1171/1 Bildstock Petzelsdorf, Groß Sankt Florian                                                                              |
| ja   | Datei hochladen | Hügelgräbergruppen an der Radlpass Straße HERIS-ID: 12588 Objekt-ID: 8736                  | Rassach Standort KG: Tanzelsdorf                                    | Die Fundstelle ist ein Gräberfeld aus der Zeit der späten Latènezeit und der römischen Kaiserzeit. Einige Gräber wären beim Ausbau der damaligen Bundesstraße unterhalb der Straßentrasse (Richtungsfahrbahn nach Süden) gelegen und wurden in Notgrabungen untersucht. Die Stelle liegt im Johngraben westlich neben der B 76, ca. 250 bis 300 m nördlich der Straßenkreuzung im Johngraben. Sie ist mit Wald bewachsen, in der Natur sind keine Details erkennbar. Ob Bodenunebenheiten in diesem Gebiet auf natürliche Erosion, auf künstlich angelegte historische Grabhügel oder auf spätere sonstige menschliche Eingriffe zurückzuführen sind, ist ohne fachkundige Führung nicht unterscheidbar. Anmerkung: Die Fundstelle liegt auf den Grundstücken mehrerer Grundbuchskörper (Einlagezahlen): Die Grundstücke Nr. 138, Nr. 141 bei EZ 148 und das Grundstück Nr. 142 bei EZ 135, alle KG 61061 Tanzelsdorf. Ein anderes Gräberfeld neben der B 76 liegt im Ortsteil Rassach der Gemeinde Stainz einige hundert Meter weit nördlich am Ende der geraden Johngrabendurchquerung dieser Straße, insgesamt sind für den Bereich Rassach-Tanzelsdorf-Lasselsdorf an die 20 Fundstellen dokumentiert. | BDA-Hist.: Q38133812 Status: Bescheid Stand der BDA-Liste: 2025-06-30 Name: Hügelgräbergruppen an der B 76 GstNr.: 142, 138, 141 Gräberfeld an der Radlpass Straße, Tanzelsdorf                                         |

## Ehemalige Denkmäler
| Foto |                 | Denkmal                                                                    | Standort                             | Beschreibung | Metadaten |
| ---- | --------------- | -------------------------------------------------------------------------- | ------------------------------------ | --- | --- |
| ja   | Datei hochladen | Römerzeitliche Siedlung Holzlipp, Krottendorf Objekt-ID: ArD-6-047bis 2012 | Holzlipp Standort KG: Krottendorf    | Die Fundstelle lag südwestlich von Groß St. Florian am Südrand des Laßnitztales. Die Fundstelle gehörte mit Grundstück Nr. 342/3 zur Trasse der Koralmbahn, im Jahr 2011 war diese Fläche ein Teil der Großbaustelle am Beginn des östlichen Portals des Koralmtunnels. Die Zusammenarbeit zwischen Bauunternehmen und Archäologen ist publiziert. Die anderen beiden Grundstücke liegen nördlich (342/2) und südlich (342/1) dieser Trasse. Anmerkung: Alle Grundstücke waren auf öffentlichen Wegen nicht erreichbar, das Betreten der Bahngrundstücke ist ausdrücklich untersagt. Für alle drei Grundstücke war im Grundbuch vermerkt, dass die Erhaltung der römerzeitlichen Siedlung beim Holzlipp in Krottendorf gemäß § 1 Denkmalschutzgesetz im öffentlichen Interesse gelegen sei. Die Grundbuchskörper (Einlagezahlen) waren: Für die Grundstücke Nr. 342/1 und Nr. 342/2 die EZ 288 (Eigentümer sind Privatpersonen) und für das Grundstück Nr. 342/3 die EZ 320 (Eigentümer: ÖBB-Infrastruktur) KG 61031 Krottendorf (Denkmalschutz für EZ 320: Z. 18, für EZ 288: Z. 7 des Gutsbestandsblattes der Grundbuchseinlage, Teil A2). Als Belastung des Grundstückes 342/1 war zugunsten der Bahngesellschaft eine Dienstbarkeit „Duldung der Geländemodellierung und Unterlassung der Geländeveränderung“ ebenfalls im Grundbuch vermerkt. | BDA-Hist.: Q106684319 Status: Bescheid Stand der BDA-Liste: 2012-06-06 Name: Römerzeitliche Siedlung Holzlipp, Krottendorf GstNr.: 342/1, 342/2, 342/3 Römerzeitliche Siedlung Holzlipp, Krottendorf, Laßnitztal                                          |
| ja   | Datei hochladen | Römerstraße im Laßnitztal Objekt-ID: 98955bis 2014                         | Unterbergla Standort KG: Unterbergla | Die Straße war eine Nebenstraße der römischen Hauptstraße im Murtal, die bei Wildon abzweigte und an mehreren Stellen im Laßnitztal belegt ist. Sie verband Siedlungsstellen, die im Abstand von 1,5 bis 2,2 Kilometer im Laßnitztal bzw. an seinen Rändern lagen und ist als „ein römisches Ingenieurbauwerk mit einer genialen Trassenführung“ geschildert. Die Fundstelle lag im Laßnitztal südlich der Laßnitz auf der Trasse der Hochspannungsleitungen. Die Stelle war über öffentliche Wege nicht erreichbar. Reste waren in der Natur nicht erkennbar. Anmerkung: Der historische Straßenzug lag auf den Grundstücken mehrerer Grundbuchskörper (Einlagezahlen): Die Grundstücke Nr. 112/1 und Nr. 112/2 bei EZ 8; Nr. 112/3, 112/4, 119/3, 119/4, 119/6, 119/7, 119/8, 120/3, 120/4, 121/5 und 121/6 bei EZ 126; Nr. 119/1 in EZ 19; Nr. 119/2, 119/5, 121/1, 121/4 in EZ 4; Nr. 120/1, 120/2 in EZ 2, alle KG 61065 Unterbergla. | BDA-Hist.: Q106685437 Status: Bescheid Stand der BDA-Liste: 2014-06-27 Name: Römerstraße im Laßnitztal GstNr.: 112/1, 112/2, 119/1, 119/2, 119/5, 120/1, 120/2, 121/1, 121/4, 112/3, 119/6, 119/7, 120/3, 120/4, 121/5, 121/6, 112/4, 119/3, 119/4, 119/8 |